# Unterseeboot type UC I
Le Unterseeboot type UC I était une classe de sous-marins côtiers (Unterseeboot) mouilleur de mines construite en Allemagne pour la Kaiserliche Marine pendant la Première Guerre mondiale.
Ils étaient les premiers sous-marins de mouillage de mines opérationnelles dans le monde (bien que le sous-marin russe Krab a été posée plus tôt). Un total de quinze U-Boote ont été construits. 

La classe est parfois aussi appelée la classe UC-1 d'après le SM UC-1, navire de tête de la classe.

## Conception
Ces sous-marins ont été conçus par le Dr Werner de l'Inspection Torpedo, et basés sur le type UB, petits sous-marins côtiers, avec une version révisée de la proue avec des logements inclinés de tubes de mouillage de mines et des moteurs surpuissants pour compenser le déplacement accru et la forme moins épurée.
Seul armement des U-Boots était ces six tubes de mines internes avec 12 mines, bien que UC-11 ait été équipé d'un seul tube lance-torpille externe en 1916.
Ils ont été construits très rapidement, et ont souffert de problèmes avec leur système de mouillage de mines, qui dans certains cas ont causé des explosions prématurées des mines qui s'armaient avant de quitter leurs tubes.
| Sous-marins   | Nbr | Chantier naval      | N° fabrique | Construction |
| ------------- | --- | ------------------- | ----------- | ------------ |
| UC-1 à UC-10  | 10  | AG Vulcan, Hambourg | 45 à 54     | 1915         |
| UC-11 à UC-13 | 3   | AG Weser, Brême     | 225 à 227   | 1914 - 1915  |
| UC-14 à UC-15 | 2   | AG Weser, Brême     | 229 à 230   | 1914 - 1915  |

## Liste des sous-marins type UC I
Un total de 15 sous-marins de type UC I ont été construits.

### Kaiserliche Marine(marine impériale allemande)
- SM UC-1, coulé par mine à Nieuport le 19 juillet 1917
- SM UC-2, éperonné et coulé par le caboteur Cottingham au large de Great Yarmouth, le 2 juillet 1915
- SM UC-3, coulé par mine au large de Zeebrugge, le 27 mai 1916
- SM UC-4, détruit à Zeebrugge, le 5 octobre 1918
- SM UC-5, détruit dans l'estuaire de la Tamise le 27 avril 1916
- SM UC-6, coulé par des hydravions britanniques dans l'estuaire de la Tamise, le 27 septembre 1917
- SM UC-7, a quitté Zeebrugge, le 3 mars 1916, et a été porté disparu. Aurait heurté une mine
- SM UC-8, échoué sur la côte néerlandaise, le 14 novembre 1915. Interné aux Pays-Bas et a servi dans la marine néerlandaise comme le M-1 jusqu'à sa démolition en 1932[1]
- SM UC-9, coulé par la détonation de ses propres mines, dans la mer du Nord, le 21 octobre 1915
- SM UC-10, coulé par le sous-marin britannique E54 le 21 août 1916, au large des côtes néerlandaises
- SM UC-11, coulé par mine dans la Manche, le 16 juin 1918
- SM UC-12, coulé par la détonation de ses propres mines, le 16 mars 1916 près de Tarente; récupéré et réparé par l'Italie comme X1 (mis à la ferraille en 1919)
- SM UC-13, s'est échoué et sabordé sur la côte turque, le 29 novembre 1915
- SM UC-14, coulé par mine au large de Zeebrugge, le 3 octobre 1917
- SM UC-15, n'a pas réussi à revenir de patrouille dans la mer Noire en novembre 1916

### Sources
- (en) Cet article est partiellement ou en totalité issu de l’article de Wikipédia en anglais intitulé « German Type UC I submarine » (voir la liste des auteurs).